# Шарон (округ Портедж, Вісконсин)
Шарон (англ. Sharon) — місто (англ. town) в США, в окрузі Портедж штату Вісконсин. Населення — 2123 особи (2020).

## Демографія
Згідно з переписом 2010 року, у місті мешкали 1982 особи в 775 домогосподарствах у складі 589 родин. Було 863 помешкання
Расовий склад населення:
| - 98,4 % — білих - 0,5 % — корінних американців - 0,2 % — азіатів |

До двох чи більше рас належало 0,8 %. Частка іспаномовних становила 1,5 % від усіх жителів.
За віковим діапазоном населення розподілялося таким чином: 22,2 % — особи молодші 18 років, 65,1 % — особи у віці 18—64 років, 12,7 % — особи у віці 65 років та старші. Медіана віку мешканця становила 43,3 року. На 100 осіб жіночої статі у місті припадало 107,3 чоловіків;  на 100 жінок у віці від 18 років та старших — 107,3 чоловіків також старших 18 років.
Середній дохід на одне домашнє господарство  становив 77 013 долари США (медіана — 66 538), а середній дохід на одну сім'ю — 84 998 доларів (медіана — 70 750). Медіана доходів становила 52 132 долари для чоловіків та 34 625 доларів для жінок. За межею бідності перебувало 7,4 % осіб, у тому числі 12,9 % дітей у віці до 18 років та 9,0 % осіб у віці 65 років та старших.
Цивільне працевлаштоване населення становило 1021 особа. Основні галузі зайнятості: освіта, охорона здоров'я та соціальна допомога — 19,9 %, виробництво — 18,5 %, фінанси, страхування та нерухомість — 10,7 %, сільське господарство, лісництво, риболовля — 7,7 %.